# الو رمانچیک
الو رمانچیک (انگلیسی: Elo Romančík; ۱۷ دسامبر ۱۹۲۲ – ۹ اکتبر ۲۰۱۲) بازیگر، سیاستمدار، و بازیگر تلویزیون اهل کشور اسلواکی بود.
از فیلم‌ها یا برنامه‌های تلویزیونی که وی در آن نقش داشته‌است می‌توان به پتک جادوگران اشاره کرد.